# سيمون تشوا لينغ فونغ
سيمون تشوا لينغ فونغ ((بالإنجليزية: Simon Chua Ling Fung)‏) هو لاعب كمال أجسام من سنغافورة.
شارك في دورة الألعاب الآسيوية 2006 في الدوحة، قطر.